# Isanthrene machile
Isanthrene machile là một loài bướm đêm thuộc phân họ Arctiinae, họ Erebidae.